# Nibelungenstadt
Eine Nibelungenstadt ist eine Stadt oder allgemeiner ein Ort, der einen Bezug zu den Nibelungen oder zum Nibelungenlied hat (z. B. ausdrückliche Nennung im Text) oder einen Anspruch darauf erhebt. Außer bei Orten, die explizit im Nibelungenlied genannt werden (z. B. Worms), ist die Frage, ob der jeweilige Ort tatsächlich Schauplatz in der Sage ist, oft umstritten oder Gegenstand der Forschung.
Der Titel der Nibelungenstadt dient somit vor allem als Marketinginstrument. So sind in der „Arbeitsgemeinschaft der Nibelungenstädte“ über fünfzig Städte oder Gemeinden aus Deutschland, Österreich und Ungarn zusammengeschlossen, um sich beispielsweise bei Veranstaltungen und Festspielen abzusprechen. Unter anderem werden die regelmäßigen „Nibelungentage“ gemeinsam organisiert; die ersten fanden in Plattling, Worms und Freudenberg (im Juli 2004) statt.
Bekannte Nibelungenstädte sind:

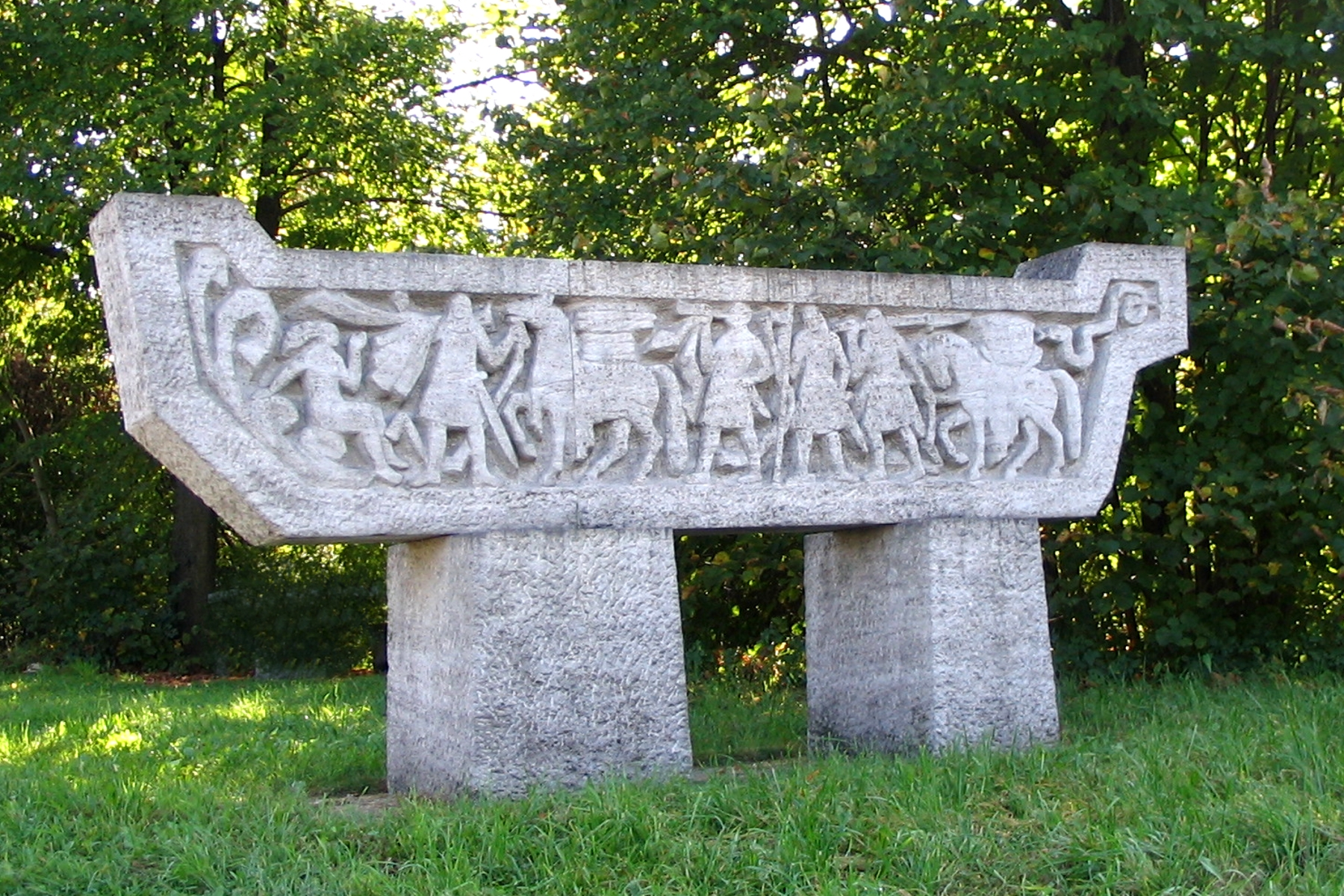
Großmehring Oberbayern: Hagen überquert mit den Nibelungen die Donau

- Alzey (Volker von Alzey ist eine Person des Nibelungenlieds)
- Beerfelden
- Eferding (Übernachtung Kriemhilds)
- Fürth (Odenwald)
- Gernsheim
- Gran, ungarisch: Esztergom
- Grasellenbach (möglicher Ort von Siegfrieds Ermordung)
- Großmehring (Ort in Oberbayern → Donauübersetzung der Nibelungen)
- Hohenems (1755 wurde im Palast zu Hohenems die Handschrift C des Nibelungenliedes entdeckt, 1779 die Handschrift A.)
- Königswinter (im 19. Jahrhundert Identifikation des Drachenfels mit dem Ort von Siegfrieds Kampf gegen den Drachen)
- Lindenfels
- Lorsch (nach der Handschrift C der Ort mit Siegfrieds Sarg)
- Mautern (Etappenort auf der Fahrt nach Ofen)
- Miltenberg
- Passau (wahrscheinlicher Entstehungsort des Nibelungenlieds)
- Pförring (Ort in Oberbayern → Erreichen der Donau)
- Plattling (Nennung im Nibelungenlied)
- Pöchlarn (Rüdiger von Bechelarens Stammsitz; Etappenort auf der Fahrt nach Ofen)
- Traismauer (Etappenort auf der Fahrt nach Ofen)
- Tulln (Etappenort auf der Fahrt nach Ofen)
- Wien (Kriemhild und Etzel feierten hier ihre Hochzeit)
- Worms (Sitz der Burgunderkönige, zentraler Ort der Handlung im ersten Teil des Nibelungenlieds)
- Xanten (Residenz von König Siegmund, Siegfrieds Vater)